# Ausführliches und möglichst vollständiges lateinisch-deutsches und deutsch-lateinisches Lexicon oder Wörterbuch

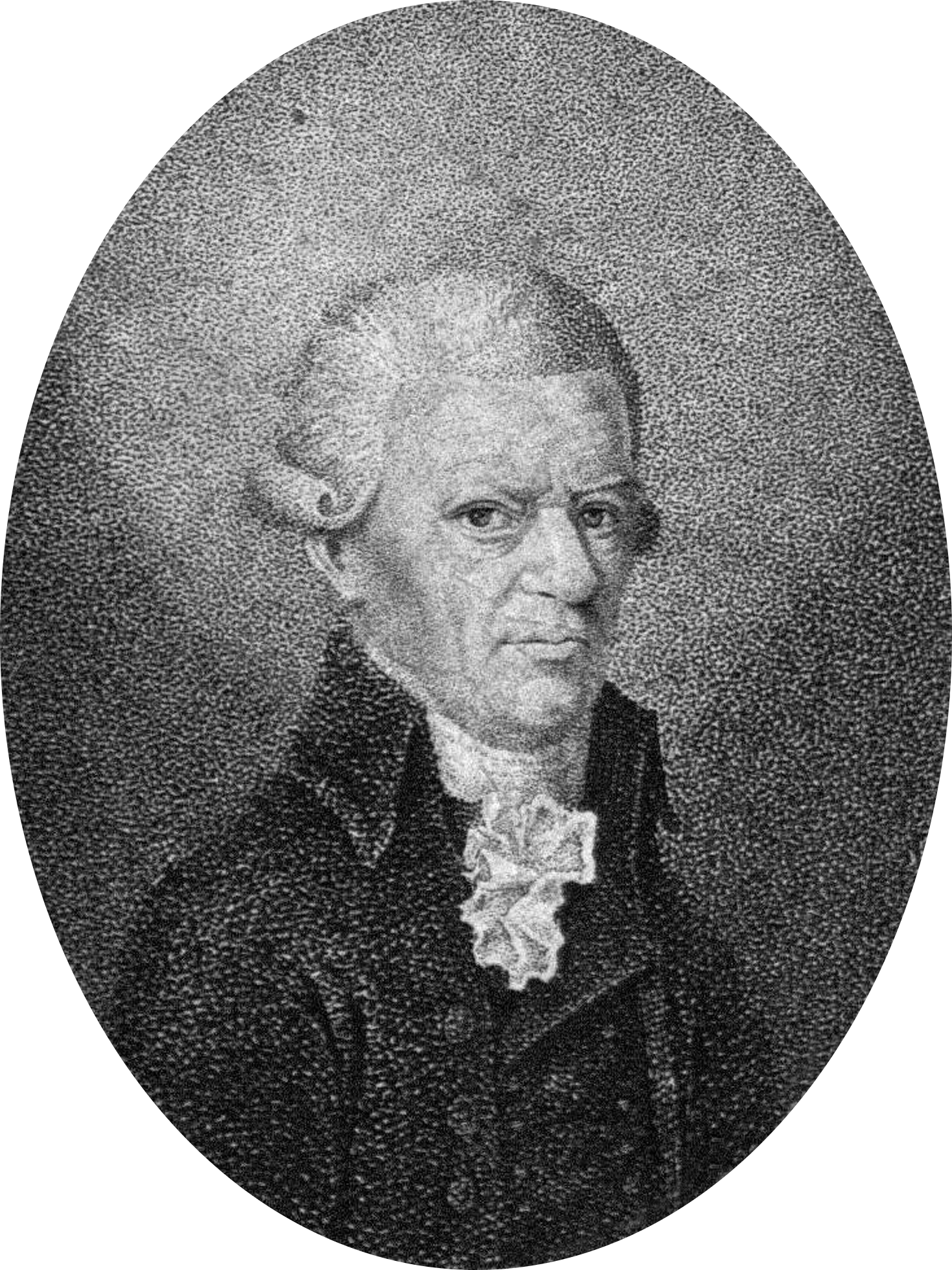
Immanuel Johann Gerhard Scheller (Verfasser des Ausführlichen und möglichst vollständigen lateinisch-deutschen und deutsch-lateinischen Lexicon oder Wörterbuch). Kupferstich nach einem Gemälde um 1800

Das Ausführliche und möglichst vollständige lateinisch-deutsche und deutsch-lateinische Lexicon oder Wörterbuch erschien unter genau diesem Titel 1783/84. Der Untertitel lautete: zum Behufe der Erklärung der Alten und Übung in der lateinischen Sprache. Es umfasste einen Lateinisch-deutschen Theil und einen Deutsch-lateinischen Theil, die getrennt gedruckt und veröffentlicht wurden. In den beiden Folgeauflagen wurden daraus zwei vollständig getrennte Buchtitel:
- Ausführliches und möglichst vollständiges lateinisch-deutsches Lexicon oder Wörterbuch zum Behufe der Erklärung der Alten und Übung in der lateinischen Sprache

und
- Ausführliches und möglichst vollständiges deutsch-lateinisches Lexicon oder Wörterbuch zur Übung in der lateinischen Sprache.

Es wurde von Immanuel Johann Gerhard Scheller verfasst und diente als Grundlage sowohl für englische und andere Ausgaben als auch für kürzere lateinisch-deutsche und deutsch-lateinische Wörterbücher. Das Ausführliche Lexicon selbst wurde aber – außer der 1804/05 posthum erschienenen dritten Auflage – nach Schellers Tod nicht fortgeführt.

## Die erste Auflage von 1783/84
Die erste Auflage erschien – wie gesagt – 1783/84:
- Ausführliches und möglichst vollständiges lateinisch-deutsches und deutsch-lateinisches Lexicon oder Wörterbuch zum Behufe der Erklärung der Alten und Übung in der lateinischen Sprache. Lateinisch-deutscher Theil, Fritsch: Leipzig, 1783 (XXXIV Seiten + 3472 Spalten = 1770 Seiten) (Digitalisat).
- Deutsch-lateinischer Theil, Fritsch: Leipzig, 1784 (1984 Spalten + unpaginierte Seiten am Anfang und am Ende) (Digitalisat).

## Die zweite Auflage von 1788
Die zweite Auflage erschien 1788:
- Erste Abtheilung [A – F] (XXXIIX Seiten + 2292 Spalten [davon die erste Seite unpaginiert] = 1184 Seiten) (Digitalisat).
- Zweyte Abtheilung [G – P] (Spalte 2293–5348 = 1528 Seiten) (Digitalisat).
- Dritte Abtheilung [Q – Z] (Spalte 5349–7834 + 10 unpaginierte Spalten = 1248 Seiten) (Digitalisat).

## Die dritte Auflage von 1804/05
Die dritte Auflage, deren Satz und Druck erst nach Schellers Tod fertig wurden, dürfte das umfangreichste lateinisch-deutsche Wörterbuch überhaupt sein:
| Imman. Joh. Gerhard Schellers ausführliches und möglichst vollständiges lateinisch-deutsches Lexicon oder Wörterbuch zum Behufe der Erklärung der Alten und Übung in der lateinischen Sprache                                                                                   |
| --- |
| Erste Abtheilung A – C (XXXX Seiten [Vorreden zu allen drei Auflagen und „Verzeichnis der lateinischen Schriftsteller“] + 2618 Spalten = 1349 Seiten; 584 MB): urn:nbn:de:bvb:12-bsb10625204-4 (Münchener DigitalisierungsZentrum [MDZ] der Bayerischen Staatsbibliothek [BSB]) |
| Zweyte Abtheilung D – K (Spalte 2619 – 5454 = 1418 Seiten; 578 MB): MDZ der BSB |
| Dritte Abtheilung L – O (Spalte 5455 – 7314 = 930 Seiten; 503 MB): MDZ der BSB |
| Vierte Abtheilung P – R (Spalte 7315 – 9604 = 1145 Seiten; 491 MB): MDZ der BSB |
| Fünfte Abtheilung S – Z (Spalte 9605 – 12.562 = 1479 Seiten; 540 MB):MDZ der BSB |

und
| Imman. Joh. Gerhard Schellers ausführliches und möglichst vollständiges deutsch-lateinisches Lexicon oder Wörterbuch zur Übung in der lateinischen Sprache in zwey Bänden Dritte von neuem verbesserte und sehr vermehrte Auflage, Fritsch: Leipzig, 1805 |
| --- |
| Erste Abtheilung A – L (XXXIV Seiten + 1888 Spalten = 978 Seiten; 392 MB): MDZ der BSB |
| Zweyte Abtheilung M – Z (Spalte 1889 - 3744 [davon die ersten drei Seiten ohne gedruckter Spaltenzählung] = 928 Seiten; 497 MB) MDZ der BSB |